# 程逸汝
程逸汝（1939年—2020年7月3日），男，浙江鄞县人，中国儿童文学作家，原上海师范高等专科学校高级讲师。中国作家协会会员。

## 生平
1960年毕业于上海第三师范学校，留校担任语文教师。1963年并入上海第四师范学校。1985年改制后，任上海师范高等专科学校教育科学研究室副主任。1991年，任该校学报《小学教育理论与实践》编辑室主任、副主编。1997年，任上海师范大学小学教育研究所副所长。兼任中国福利会学术委员儿童文化组委员，山西师范大学《语文报·低幼版》编委、特约文编，中国儿童文学研究会会员，中国作家协会上海分会会员、童话组副组长等职。1998年加入中国作家协会。长期从事小学语文教育工作。2008年5月都江堰地震后，前往都江堰小学，与儿童开展见面、座谈，介绍图书、心理咨询和创作指导等活动。
2020年7月3日在上海逝世。

## 观点
- 儿童识字应该定位于学龄前[5]。
- 幼儿文学作品“汇编本”的创新价值远不能与“原创本”相提并论。幼儿文学必须创新[6]。

## 作品
著有诗集《火瓦寨的歌声》，童话故事集《枕头上的米老鼠》，儿歌集《拼音识字读儿歌》《拼拼读读变聪明》《开开心心学拼音》，科幻童话集《辣椒大王奇遇记》《灰灰鼠灵灵》《流浪猫波波》，小学作文书籍《小神笔教作文》《创造的奥秘》《文学作文指导》《小学生科幻作文精选》《造句50招》等。